# Timkat

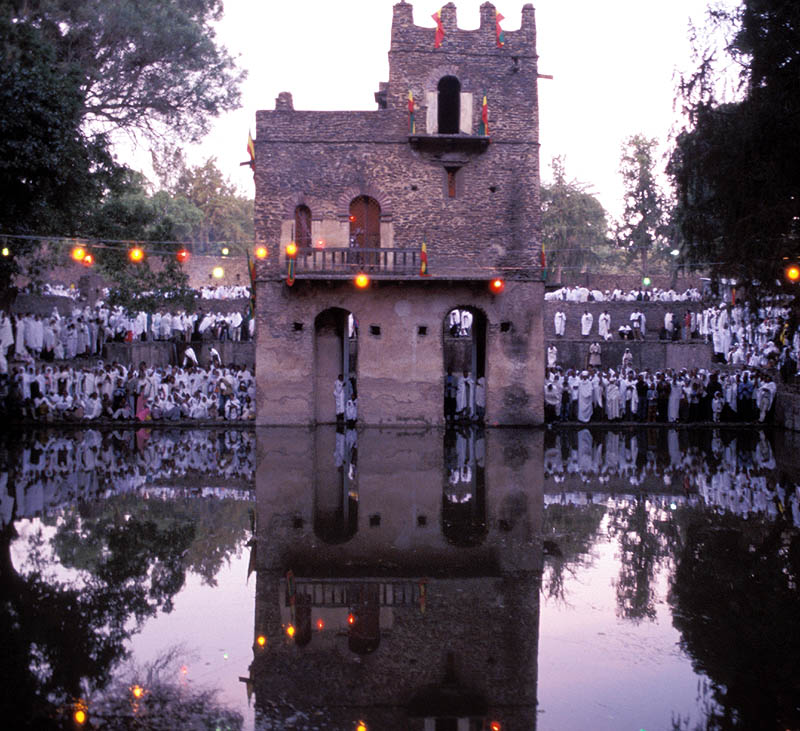
Timkat-Fest in Gonder

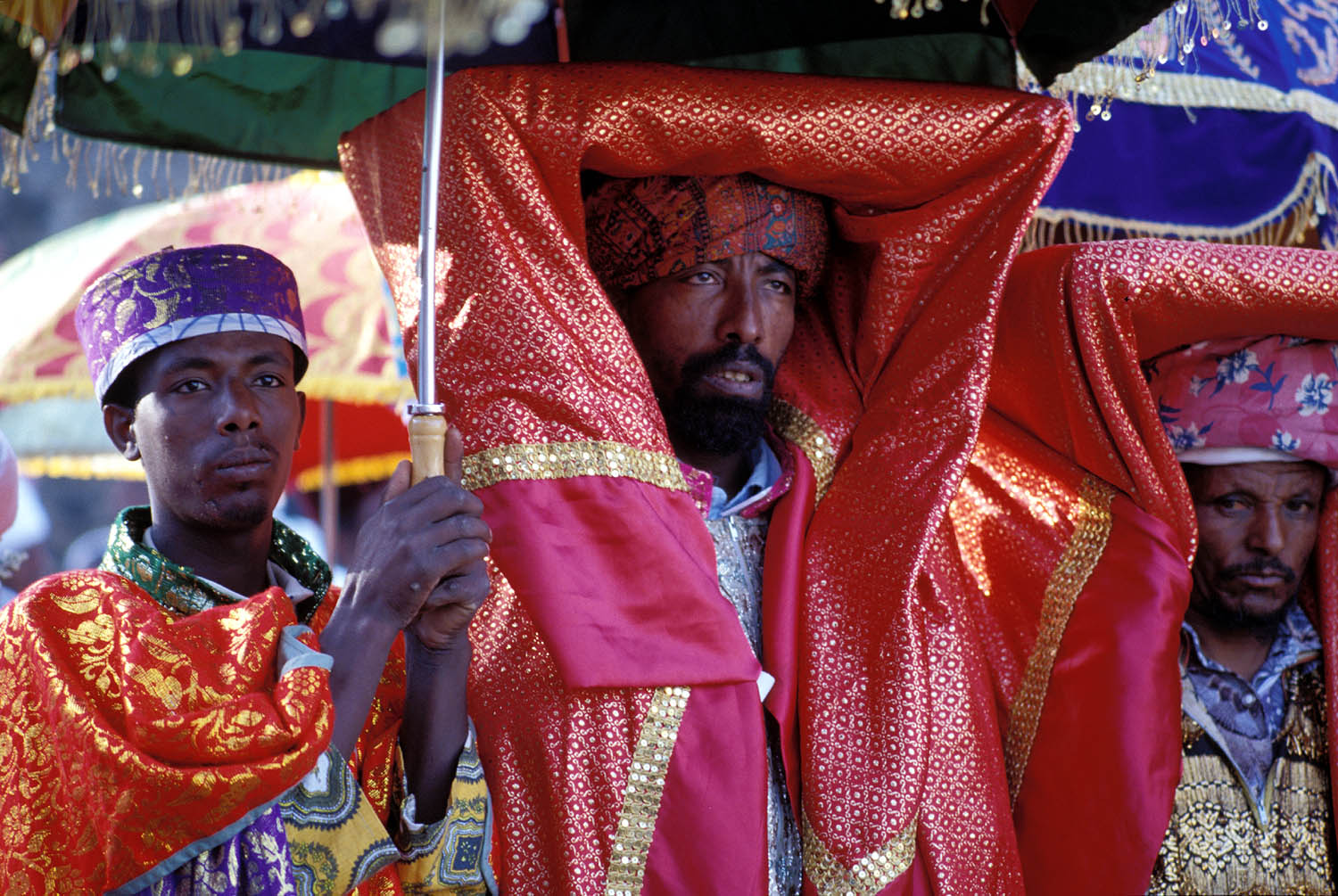
Ein Priester trägt Tabot beim Timkat-Fest in Gonder

Timkat (amharisch: ጥምቀት; [t’ɨmk’ət] – "Taufe") ist das äthiopisch-orthodoxe Fest der Taufe Jesu im Jordan und der Epiphanie. Das Fest findet am 19. Januar (20. Januar in Schaltjahren) statt, d. h. am 11. Tag des äthiopischen Ṭərr-Monats. Das Fest ist bekannt für seine Reinszenierungen der Taufe (ähnlich wie bei christlichen Pilgern im Heiligen Land, die die Taufe im Jordan nachstellten). Diese wurden von frühen europäischen Reisenden häufig als tatsächliche Taufen missinterpretiert, die (als Wiedertaufe) nach dem Bekenntnis von Nicäa-Konstantinopel ungültig wären, da sich Christen nur zur einen Taufe zur Vergebung der Sünden bekennen.
Während der Timkat-Zeremonie werden Tabot-Tafeln – Nachbildungen der Bundeslade, die in jedem äthiopischen Altar zu finden sind (vergleichbar mit westlichen Altarsteinen) – in kunstvoll verzierte Tücher gewickelt und von Priestern in Prozessionen auf dem Kopf getragen. Die Tabot repräsentieren die Erscheinung Jesu als der Messias, als er zur Taufe zum Jordan kam. Die Zeremonie wird in den frühen Morgenstunden (gegen 2 Uhr morgens) in der Nähe eines Flusses oder eines Wasserbeckens gefeiert. In der Morgendämmerung wird das Wasser gesegnet und auf die Teilnehmer der Zeremonie gesprenkelt. Einige von ihnen steigen in das Wasser und tauchen darin unter, wobei sie symbolisch ihr Taufversprechen erneuern. Gegen Mittag werden die Tabot in Prozessionen mit Gesängen und Tänzen wieder in die Kirchen zurückgebracht. Einzigartig ist die große Timkat-Feier in der nordäthiopischen Stadt Gonder am Bassin des Kaisers Fasilides mit mehreren tausend Teilnehmenden, von denen mehrere hundert (fast ausschließlich junge Männer) im Anschluss an die Weihe des Wassers in das Becken springen, und die Umstehenden mit Wasser besprengen.

## UNESCO-Kulturerbe
2019 wurde Das äthiopische Epiphanienfest von der UNESCO in die Repräsentative Liste des immateriellen Kulturerbes der Menschheit aufgenommen.